# Heike M. Buhl
Heike M. Buhl (* 1967 in Osnabrück) ist eine deutsche Psychologin und Hochschullehrerin und derzeit Professorin für Pädagogische Psychologie und Entwicklungspsychologie unter Berücksichtigung der Geschlechterforschung an der Universität Paderborn.

## Werdegang
Heike M. Buhl studierte von 1986 bis 1992 Psychologie an der Georg-August-Universität Göttingen sowie der Universität Mannheim. Sie promovierte im Jahr 1995 in der Sprachpsychologie bei Theo Herrmann zur „Blickpunktbezogenheit sprachlicher Lokalisationen“.
Von 1992 bis 1996 war Heike M. Buhl Wissenschaftliche Angestellte im Sonderforschungsbereich 245 „Sprache und Situation“ an der Universität Mannheim in den Projekten „Partnerbezogene Raumreferenz“ (Leitung Theo Herrmann) und „Die interaktive Produktion von Äußerungen in Konfliktgesprächen zwischen Müttern und jugendlichen Töchtern“ (Leitung Manfred Hofer). In den Jahren 1997 bis 2010 war sie erst Wissenschaftliche Mitarbeiterin, dann wissenschaftliche Assistentin in der Abteilung Pädagogische Psychologie der Friedrich-Schiller-Universität Jena.
Sie habilitierte sich 2007 an der Friedrich-Schiller-Universität Jena mit einer Arbeit über die „Die Beziehung zwischen Erwachsenen und ihren Eltern. Individuation und biographische Übergänge“ und erhielt die Venia legendi für Psychologie. Nach Lehrstuhlvertretungen an der Universität Erfurt und der Universität Kassel wurde Heike M. Buhl 2010 Professorin für Pädagogische Psychologie und Entwicklungspsychologie unter Berücksichtigung der Geschlechterforschung an der Universität Paderborn.
Heike M. Buhl ist verheiratet und hat drei Kinder.

## Forschung
- Familienpsychologische Forschung v. a. zur Beziehung zwischen Erwachsene und ihren Eltern, in der Fragebogendaten mit Beobachtungen von verbalen Interaktionen der Familienmitglieder kombiniert werden.[2]
- Forschung zur häuslichen Lernumgebung, zur Kooperation von Elternhaus und Schule sowie zur Professionalisierung von Lehrkräften auch unter Berücksichtigung digitaler Medien.[2]
- Forschung zum Einfluss der Perpektivenübernahmefähigkeit auf das Verstehen von Texten im Vor- und Grundschulalter[2] sowie im Sonderforschungsbereich TRR 318 „Constructing Explainability“ Beobachtungsstudien sowie Befragungen zur Entwicklung von Partnermodellen beim Erklären und ihren Effekten auf den Erklärprozess.[3]

## Mitgliedschaften
- Deutsche Gesellschaft für Psychologie (Fachgruppen Entwicklungspsychologie und Pädagogische Psychologie)
- European Association for Research on Adolescence (EARA)
- Gesellschaft für Empirische Bildungsforschung (GEBF)
- Netzwerk Frauen- und Geschlechterforschung NRW

## Veröffentlichungen (Auswahl)
- Heike M. Buhl: Wissenserwerb und Raumreferenz. Ein sprachpsychologischer Zugang zur mentalen Repräsentation (= Linguistische Arbeiten. Band 357). Niemeyer, Tübingen 1996, ISBN 978-3-484-30357-7, doi:10.1515/9783110929676.

- Peter Noack, Heike M. Buhl: Child-parent relationships. In: Frieder R. Lang, Karen L. Fingerman (Hrsg.): Growing together. Personal relationships across lifespan. University Press, Cambridge 2004, S. 45–75.

- Heike M. Buhl: Development of a model describing individuated adult child-parent relationships. In: International Journal of Behavioral Development. Band 32, Nr. 5, 2008, S. 381–389.

- Heike M. Buhl: Perspektiven übernehmen. Textverstehen verbessern. In: Anja Pompe (Hrsg.): Literarisches Lernen im Anfangsunterricht. Theoretische Reflexionen, empirische Befunde, unterrichtspraktische Entwürfe. Schneider, Hohengehren 2012, S. 122–135.

- Heike M. Buhl, Berit Scholwin, Peter Noack: Individuation in Adults’ Family Interactions: An Observational Study. In: Journal of Adult Development. Band 22, Nr. 2, 2014, ISSN 1068-0667, S. 100–111, doi:10.1007/s10804-014-9204-z.

- Heike M. Buhl, Sabrina Wiescholek: Zur sprachlichen Bildung aus der Perspektive der Pädagogischen Psychologie. In: Jörg Kilian, Birgit Brouër, Dina Lüttenberg (Hrsg.): Handbuch Sprache in der Bildung. de Gruyter, Berlin 2016, S. 48–67.

- Heike M. Buhl, Johanna Hilkenmeier: Bildung und Lesesozialisation im Elternhaus. In: Bärbel Kracke, Peter Noack (Hrsg.): Handbuch Entwicklungs- und Erziehungspsychologie. Springer, Berlin 2017, ISBN 978-3-642-54061-5, S. 163–179.

- Carla Bohndick, Christina Menne, Susanne Kohlmeyer, Heike M. Buhl: Feedback in internet-based self-assessments and its effects on acceptance and motivation. In: Journal of Further and Higher Education. Band 44, Nr. 6, 2019, ISSN 0309-877X, S. 717–728, doi:10.1080/0309877x.2019.1596233.

- Sabrina Bonanati, Christian Greiner, Nicole Gruchel, Heike M. Buhl: Lesekompetenz fördern. Ein Manual für das LIFE-Programm zur Stärkung der Zusammenarbeit von Schule und Elternhaus. Springer, Wiesbaden 2020.

- Heike M. Buhl, Sabrina Bonanati, Birgit Eickelmann: Schule in der digitalen Welt (= Psychologie im Schulalltag). Hogrefe, Göttingen 2021, ISBN 978-3-8017-3074-1.

- Nicole Gruchel, Ricarda Kurock, Sabrina Bonanati, Heike M. Buhl: Parental involvement and children's internet uses - Relationship with parental role construction, self-efficacy, internet skills, and parental instruction. In: Computers & Education. Band 182, 2022, ISSN 0360-1315, doi:10.1016/j.compedu.2022.104481.

## Belege
1. 1 2 3  Pädagogische Psychologie und Entwicklungspsychologie unter Berücksichtigung der Geschlechterforschung an der Universität Paderborn; abgerufen am 9. Februar 2023.
2. 1 2 3  Heike M. Buhl, Profil an der Universität Paderborn; abgerufen am 9. Februar 2023.
3. ↑  Sonderforschungsbereich TRR 318 „Constructing Explainability“